# Grupno prvenstvo Splitskog nogometnog podsaveza 1959./60.
Grupno prvenstvo Splitskog nogometnog podsaveza po jakosti natjecanja bilo je u četvrtom rangu. 
 Ovo je bila prva sezona natjecanja otkad su iz Splitskog podsaveza izdvojeni podsavezi u Dubrovniku, Šibeniku i Zadru. 

Prvoplasirani klub iz I grupe ušao je izravno u viši rang natjecanja, a drugoplasirani iz I grupe i prvoplasirani iz II grupe igrali su dvije kvalifikacijske utakmice za ulazak u viši rang. 
 
Prvak I. grupe je bila Nada iz Splita, a II. grupe Hvar. 

## I. grupa

### Ljestvica
| mj. | klub               | ut.      | pob.     | ner.     | por.     | gol+     | gol-     | GR       | bod      |
| --- | ------------------ | -------- | -------- | -------- | -------- | -------- | -------- | -------- | -------- |
| 1.  | Nada Split         | 8        | 7        | 0        | 1        | 42       | 13       | +29      | 14       |
| 2.  | Tekstilac Sinj     | 8        | 7        | 0        | 1        | 22       | 18       | +4       | 14       |
| 3.  | Kolektivac Postira | 8        | 3        | 0        | 5        | 14       | 21       | -7       | 6        |
| 4.  | Sjever Split       | 8        | 2        | 0        | 6        | 10       | 26       | -16      | 4        |
| 5.  | Primorac Stobreč   | 8        | 1        | 0        | 7        | 13       | 23       | -10      | 2        |
|     | Sloga Mravince     | odustali | odustali | odustali | odustali | odustali | odustali | odustali | odustali |

Sloga Mravince je odustala nakon druge utakmice 

### Rezultatska križaljka
podebljan rezultat - igrano u prvom dijelu lige (1. – 5. kolo), odnosno prva utakmica između klubova 

rezultat normalne debljine - igrano u drugom dijelu lige (6. – 10. kolo), odnosno druga utakmica između klubova  

 prekrižen rezultat  - poništena ili brisana utakmica 

| kratica | klub               | KOL | NADA | PRI | SJE | TEK | SLO |
| ------- | ------------------ | --- | ---- | --- | --- | --- | --- |
| KOL     | Kolektivac Postira |     | 0:3  | 2:5 | 4:0 | 3:6 | 3:2 |
| NADA    | Nada Split         | 3:0 |      | 3:1 |     |     |     |
| PRI     | Primorac Stobreč   | 2:4 | 3:5  |     | 2:3 | 0:3 |     |
| SJE     | Sjever Split       | 0:1 |      | 1:0 |     |     |     |
| TEK     | Tekstilac Sinj     | 2:0 |      | 2:0 |     |     |     |
| SLO     | Sloga Mravince     |     |      |     |     | 3:4 |     |

 Izvori: 

## II. grupa

### Ljestvica
| mj. | klub            | ut. | pob. | ner. | por. | gol+ | gol- | GR | bod |
| --- | --------------- | --- | ---- | ---- | ---- | ---- | ---- | -- | --- |
| 1.  | Hvar            | 2   | 2    | 0    | 0    | 8    | 0    | +8 | 4   |
| 2.  | Istok Podšpilje | 2   | 0    | 0    | 2    | 0    | 8    | -8 | 0   |

### Rezultatska križaljka
| kratica | klub            | HVA | IST |
| ------- | --------------- | --- | --- |
| HVA     | Hvar            |     |     |
| IST     | Istok Podšpilje |     |     |

## Kvalifikacije za ulazak u ligu Splitskog nogometnog podsaveza
| 1. utakmica, 8.05.1960.  |  | Tekstilac (Sinj) - Hvar |  | 1:0 |
| 2. utakmica, 15.05.1960. |  | Hvar - Tekstilac (Sinj) |  | 1:4 |

Tekstilac je izborio nastup u prvenstvu Splitskog nogometnog podsaveza. 